# Yolaine
Cette page présente le prénom Yolaine ainsi que ses variantes.
Yolaine est un prénom féminin. Il peut être un prénom masculin.

## Étymologie
Yolaine s'est formé à partir de Yolande sous l'influence de Violaine.

## Variantes
Il a pour variantes Yolène, iolaine et Yoline, et pour forme masculine Yolain.

## Personnes portant ce prénom
- Pour l'ensemble des articles sur les personnes portant ce prénom, consulter :
  - la liste des articles dont le titre commence par ce prénom
  - les listes produites par Wikidata : Liste des personnes de prénom « Yolaine » — même liste en incluant les éventuels prénoms composés qui contiennent « Yolaine ».

### Sainte
|  |  |

- Yolaine de Pleine-Selve ou de Pleincerf († 363), vierge du diocèse de Soissons ; fêtée le 17 janvier[3].

Née à Rome d'une illustre famille patricienne. Avec sainte Benoîte, elle part évangéliser le Vermandois après avoir appris le martyre et la mort de saint Quentin.
Après avoir trouvé le tombeau de saint Quentin, elles se séparent pour accomplir leur mission : sainte Benoîte se fixe à Origny et sainte Yolaine à Pleine-Selve.
Elles convertissent de nombreux Gaulois au grand dam de Matrocle, le juge de la province. Après avoir été suppliciée, sainte Benoîte est décapitée à Origny le 8 octobre 362. Sainte Yolaine, à Pleine-Selve, a d'abord deux doigts coupés. Elle est ensuite fouettée et pendue par les cheveux. Elle est brûlée vive, le 17 janvier 363.